# 九郎里駅
九郎里駅（クランニえき）は、大韓民国慶尚北道聞慶市にかつて存在した韓国鉄道公社の駅である。

## 歴史
- 1956年5月15日 - 開業。
- 2004年3月31日 - 廃止。

## 隣の駅
韓国鉄道公社
加恩線
鎮南駅 - 九郎里駅 - 加恩駅